# Хуссейн Ішаіш
Хуссейн Ішаіш (араб. حسين عشيش, 6 серпня 1995, Амман) — йорданський боксер, чемпіон і призер чемпіонатів Азії.

## Аматорська кар'єра
На Азійських іграх 2014 у надважкій вазі програв у першому бою. На чемпіонаті Азії 2015 завоював бронзову медаль, програвши у півфіналі Івану Дичко (Казахстан). На чемпіонаті світу 2015 переміг Міхеіла Бахтидзе (Грузія) і програв Баходіру Жалолову (Узбекистан).
На Олімпійських іграх 2016 переміг Міхая Ністора (Румунія) і програв Тоні Йока (Франція).
На чемпіонаті Азії 2017 завоював бронзову медаль, програвши у півфіналі Камшибеку Кункабаєву (Казахстан). На чемпіонаті світу 2017 програв у першому бою Магомедрасулу Маджидову (Азербайджан).
На чемпіонаті Азії 2019 у важкій вазі програв у півфіналі Санжару Турсунову (Узбекистан). На чемпіонаті світу 2019 переміг Азіз Аббес Мухідіна (Італія) та Аммара Абдулджаббара (Німеччина), а у чвертьфіналі програв Василеві Левіту (Казахстан).
На Олімпійських іграх 2020 переміг Хуліо Сезар Кастільйо (Еквадор) і програв Абнеру Тейшейра (Бразилія).
На чемпіонаті світу 2021 програв у другому бою Енмануелю Реєсу (Іспанія).
2022 року став чемпіоном Азії у напівважкій вазі.
На чемпіонаті світу 2023 здобув дві перемоги, а у чвертьфіналі програв Нурбеку Оралбаю (Казахстан). На Азійських іграх 2022, що через пандемію коронавірусної хвороби пройшли 2023 року, програв в другому бою. Кваліфікувався на Олімпійські ігри 2024 на другому світовому кваліфікаційному турнірі 2024 року.
На Олімпійських іграх 2024 програв в першому бою Габріелю Веочичу (Хорватія).